# إد شابمان
إد شابمان (بالإنجليزية: Ed Chapman)‏ هو لاعب كرة قاعدة أمريكي، ولد في 28 نوفمبر 1905 في كورتلاند في الولايات المتحدة، وتوفي في 3 مايو 2000 في كلاركسديل في الولايات المتحدة.

## وصلات خارجية
- إد شابمان على موقعبيزبول رفرنس.كوم (الدوري الرئيسي) (الإنجليزية)